# Крушельницкая, Анна Амвросиевна
Анна Амвросиевна Крушельницкая герба Сас (укр. Ганна Амвросіївна Крушельницька, 18 августа 1887, Белая, Австро-Венгрия — 13 мая 1965, Львов, Украинская ССР) — украинская оперная певица (сопрано). Сестра Соломеи Крушельницкой.

## Биография
Отец — Амвросий Крушельницкий герба Сас — греко-католический священник, общественный деятель. Мать — Теодора Мария Савчинская герба Сулима, дочь священника и писателя Григория Савчинского.
Окончила Высший музыкальный институт во Львове (1904) и Миланскую консерваторию (1912). В 1907—1914 годах пела на оперных сценах Варшавы, Львова, Милана, Венеции и Рима. В 1914—1928 годах выступала также как концертная певица. Участвовала в юбилейных концертах Тараса Шевченко (1901—1906), Николая Лысенко (1903) и Ивана Франко (1913) во Львове.
Вследствие пережитых стрессов лечилась при содействии сестры Соломии от нервного расстройства. После Первой мировой войны вернулась в Галичину. 8 мая 1922 вместе с певицей Одаркой Бандривского и композитором Василием Барвинским выступила в концерте, сбор средств с которого был перечислен для украинских инвалидов.
В 1928 году оставила сцену. Последний раз выступала в Гребенове. Проживала при советской власти во Львове в доме на тогдашней улице Чернышевского, 23. Умерла 13 мая 1965 года в возрасте 77 лет. Похоронена на Лычаковском кладбище.

## Творчество

### Оперные партии
- Наталья, Маруся («Наталка Полтавка», «Черноморец» Николая Лысенко)
- Оксана («Запорожец за Дунаем» Семена Гулака-Артемовского)
- Ирис («Ирис» Пьетро Масканьи)
- Зиглинда, Елизавета («Валькирия», «Тангейзер» Отто Вагнера)
- Микаэла («Кармен» Жоржа Бизе)
- Мими («Богема» Джакомо Пуччини)

### Записи
Записала на грампластинки 3 украинские песни: «З мого тяжкого болю», «Ой місяцю, місяченьку», «Широкий лист на дубочку» (Львов, «Граммофон», 1904, 1905).